# ハナコ@ラバトリー
『ハナコ@ラバトリー』は、施川ユウキ（原作担当）、秋★枝（作画担当）による日本の漫画。『月刊コミックラッシュ』（ジャイブ）にて2010年5月号（2010年3月26日発売）から2012年1月号（2011年12月1日配信）まで連載していた。単行本は全2巻。
トイレでしか存在できない幽霊の花子さんが、そこで出会う人間や幽霊の抱えた問題を解決したりしなかったりする「次世代型『トイレの花子さん』」。トイレと言っても怪談話の「トイレの花子さん」とは違い、学校のトイレだけでなく学校・幼稚園・公園・電柱など色々なトイレに毎回出没する。スマートフォンを持っていて、毎回、話の最後にブログを更新したりしなかったりする。
なお施川ユウキにとって作画はせず原作のみを担当するのは今作品が初めてである。

## 登場キャラクター
花子さん
主人公。容姿は中学生くらいの幽霊だが、なぜ幽霊になったかは覚えていない。トイレでしか存在できない地縛霊で、毎回色んなトイレに出没する。スマートフォンを持っていてブログが趣味。ブログの名称を「ハナコ@ラバトリー」としている。基本的に一人でいるのが好きだが巻き込まれ型。トイレでしか存在できず、スマホを愛用し、過去の記憶が無いが、これらの理由は物語の最終盤にて明らかにされる。
カンクロー
たまに花子さんの前に現れる化けカラス。若干べらんめえ口調で喋る。カンクローという名前はイタズラカラスでぴったりだからと花子さんが付けた。単行本表紙や扉絵に描かれるなど準レギュラー的な扱いであり実際に複数回（前後編を除く）登場した唯一のキャラクターだが、結局登場したのは初登場であるLav.2「電柱」のほかはLav.7-Lav.8「小松雄介」（前後編）のみとなった。この点について原作者は、「気付いたら、カンクローを出すのを忘れてました」と単行本2巻の作者コメントで説明している。

## 書誌情報
- 原作：施川ユウキ、作画：秋★枝 『ハナコ@ラバトリー』 ジャイブ〈CR COMICS〉、全2巻[3]
  1. 2011年2月7日発売、ISBN 978-4-86176-818-7[4]
  2. 2012年1月7日発売、ISBN 978-4-86176-875-0[5]
- 原作：施川ユウキ、作画：秋★枝 『ハナコ@ラバトリー 新装版』 KADOKAWA〈電撃コミックスNEXT〉、上下巻
  1. 2019年9月10日発売、ISBN 978-4-04-912751-5
  2. 2019年9月10日発売、ISBN 978-4-04-912752-2

## 特典等
表紙イラストテレカ『ハナコ@ラバトリー』
『月刊コミックラッシュ』2010年8月号（2010年6月26日発売）の読者プレゼントでの懸賞品。イラストは当該号の表紙と同じもの。当選者数は50名。
サイン色紙
『月刊コミックラッシュ』公式サイトにおける期間限定（2011年4月25日から5月15日まで）キャンペーンにおける懸賞品。公式サイトで会員登録をした者を対象として、当作品の作者である施川ユウキ・秋★枝を含む同誌連載作家のサイン色紙が懸賞された。当選者数は5名。

### 単行本関連

#### 単行本1巻関連
オリジナル同人誌 / 直筆イラスト入り図書カード
『月刊コミックラッシュ』掲載作品の発行レーベルであるCR COMICSによる企画「フレッシュフェア」での懸賞品。「オリジナル同人誌」は、下記4作品の作者が合同で描き下ろした同人誌。「直筆イラスト入り図書カード」は下記4作品の作家が直筆した図書カード。2011年2月7日に同レーベルから刊行された4作品（『ハナコ@ラバトリー』/1巻、『みみミミック』/1巻、『あくまでモテる×××』/1巻、『ブラフマン OverBoost』/2巻）のうち2作品を購入した者が対象。当選者数は、同人誌が100名、図書カードが計20名（4作品で5名ずつ）。
サイン本
販売店限定で当書1巻に原作者によるサインが描かれた。サイン本が置かれたのは、「ジュンク堂書店」池袋本店、「ブックファースト」新宿店、「SHIBUYA TSUTAYA」（TSUTAYA渋谷支店）の3書店。サインは上記3書店で計40冊に書かれた。なお「ブックファースト」と「SHIBUYA TSUTAYA」では秋★枝による花子のカットが描かれたミニサイン色紙が展示された。
メッセージペーパー
販売店限定で当書1巻に付録したメッセージペーパー。施川ユウキと秋★枝がそれぞれ描いた花子のカット。「COMIC ZIN」全店、「まんが王倶楽部」、「アニメイト」（一部店舗）、「清風堂」、「ブックファースト」新宿店で購入特典として贈呈された。アニメイトでのメッセージペーパーは緑地でその他でのペーパーはすべて白地。なお下記の通り「COMIC ZIN」、「まんが王倶楽部」ではメッセージペーパーの他にイラストカードも付録された。
Lav.5,5 謎かけその後
販売店限定で当書1巻に付録したイラストカード。同書のLav.5「謎かけ」で多く描かれた謎かけを受けて、「Lav.5,5 謎かけその後」と題して施川ユウキによる謎かけが描かれたイラストカードが下記書店での購入特典として贈呈された。「まんが王倶楽部」では、メガネをお題とした謎かけとイラストが、「COMIC ZIN」全店ではびしょ濡れをお題とした謎かけとイラストが、「とらのあな」全店（秋葉原店Bを除く）ではチョコをお題とした謎かけとイラストがそれぞれ描かれた。なお「まんが王倶楽部」と「とらのあな」でのイラストカードには、謎かけのお題と関わる花子のカットが秋★枝によって描かれた。その他上記の通り、「まんが王倶楽部」、「COMIC ZIN」ではこのイラストカードの他にメッセージペーパーも付録された。

#### 単行本2巻関連
描き下ろしブックカバー
販売店限定で当書2巻に付録したブックカバー。通常のカバーとは別に、作画者の秋★枝が描き下ろしたもの。対象店は「とらのあな」全店（秋葉原店Bを除く）。
イラストカード
販売店限定で当書2巻に付録したイラストカード。同時期に発売された秋★枝の単行本『煩悩寺』第2巻（2010年12月22日発売、メディアファクトリー）、『的中!青春100%』全1巻（2011年1月7日発売、芳文社）、および当書によるコラボレーション企画として、各単行本にイラストカードが付録した。『煩悩寺』には主人公・小沢美千代と小山田善爾が『ハナコ@ラバトリー』の花子のように学生服を着ているイラストが、当書には花子が『的中!青春100%』の主人公・楠いろはのように弓道着を着ているイラストが、『的中!青春100%』には楠いろはが『煩悩寺』の小山田善爾の部屋にいるイラストが、それぞれ描かれた。対象店は「COMIC ZIN」全店。
メッセージペーパー
販売店限定で当書2巻に付録したメッセージペーパー。秋★枝による、花子のカットと短いコメントが描かれたもの。対象店は「まんが王倶楽部」。

## その他・備考
- 掲載誌公式ブログ「施川ユウキ先生＆秋★枝先生の直筆コメント＆イラスト！」（2010年3月29日）にて、当作品の連載開始を受けて原作者および作画者のイラスト・コメントがそれぞれ紹介された。
- 掲載誌『月刊コミックラッシュ』2010年8月号（2010年6月26日発売）の読者コーナー「COMIC RUSH通信」における連載作家への質問コーナー「コミックラッシュLIVE!!」にて、当作品の原作者・施川ユウキおよび作画者・秋★枝に対して質問がなされた。「1,000万円があったらどうするか」という質問に対して両者がそれぞれ回答した。